# Malamatiyya
Malamatiyya (arab. ملامتية, dosł. „ludzie winy”) – mistyczny ruch suficki, który pojawił się w IX wieku w regionie Khorasan (współczesny Iran i Afganistan). Nazwa ruchu wywodzi się od arabskiego terminu malama, oznaczającego „winę” lub „krytykę”. Wyznawcy tego ruchu znani byli z niekonwencjonalnego podejścia do duchowości, odrzucając zewnętrzne przejawy pobożności na rzecz wewnętrznej czystości intencji. Ich praktyki i wierzenia często wywoływały kontrowersje wśród innych sufich i władz religijnych.

## Pochodzenie i rozwój
Malamatiyya wyłoniła się z kręgów sufickich, które rozwijały się we wczesnym okresie islamu. Za jej założyciela powszechnie uważa się Hamduna al-Qassara, który żył w IX wieku w Niszapurze. Al-Kassar nauczał, że prawdziwa duchowość polega na ukrywaniu swoich dobrych uczynków przed innymi, aby uniknąć pychy i kultywować pokorę. Jego nauki były odpowiedzią na rosnącą popularność sufizmu, który w tamtych czasach często wiązał się z publicznymi pokazami pobożności, takimi jak ekstatyczne modlitwy lub dramatyczne praktyki ascetyczne.
Malamatiyya sprzeciwiali się takim zachowaniom, postrzegając je jako przejawy egoizmu i próżności. Według nich prawdziwy mistyk powinien ukrywać swoje cnoty i pozwalać innym na ich krytykowanie, a nawet potępianie. Uważano, że takie podejście prowadzi do całkowitego zniszczenia ego (nafs) i osiągnięcia prawdziwej jedności z Bogiem.

## Filozofia i zasady
Filozofia malamatiyya opierała się na kilku kluczowych zasadach:
- Ukrywanie cnót: malamatowie unikali publicznego okazywania pobożności, aby nie popaść w pychę lub próżność.
- Przyjmowanie krytyki: celowo angażowali się w działania, które mogły wywołać niezrozumienie lub potępienie ze strony społeczeństwa, aby wzmocnić swoją pokorę.
- Walka z ego: ich głównym celem było zniszczenie ego (nafs) poprzez ciągłe konfrontowanie się z własnymi słabościami i ograniczeniami.
- Koncentracja na intencjach: malamatowie wierzyli, że prawdziwa wartość działań leży w ich intencji, a nie w ich zewnętrznym wyglądzie.

Ich praktyki często prowadziły do konfliktów z innymi grupami sufickimi i władzami religijnymi. Niektóre z ich zachowań, takie jak celowe łamanie norm społecznych, były postrzegane jako herezja lub bluźnierstwo. Jednak dla malamatów takie działania były środkiem do osiągnięcia głębszej samoświadomości i bliskości z Bogiem.

## Wpływ na sufizm
Malamatiyya miała znaczący wpływ na rozwój sufizmu, szczególnie w regionie Khorasan. Ich idee zainspirowały wielu późniejszych mistrzów sufickich, w tym Bayazida Bistami i Abdula Karima al-Jili. Ruch ten przyczynił się również do rozwoju kluczowych koncepcji sufickich, takich jak fana (unicestwienie w Bogu) i baqa (trwanie w Bogu), które stały się kluczowe dla teologii sufickiej. Chociaż malamatiyya jako odrębny ruch zanikła w późnym średniowieczu, jej idee przetrwały w naukach wielu zakonów sufickich. Dziś malamaci są często postrzegani jako prekursorzy nowoczesnego podejścia do duchowości, które kładzie nacisk na wewnętrzną transformację i autentyczność.

## Kontrowersje i krytyka
Malamatiyya była często krytykowana za swoje radykalne metody i niekonwencjonalne zachowanie. Niektórzy muzułmańscy uczeni twierdzili, że praktyki malamatów prowadziły do moralnej anarchii i podważały fundamenty wspólnoty religijnej. Jednak zwolennicy ruchu odpowiadali, że ich celem było osiągnięcie prawdziwej czystości serca, a nie tylko wypełnienie zewnętrznych zobowiązań religijnych.